# Тимм, Генрих
Генрих Тимм «Тюте» (нем. Heinrich Timm; 30 апреля 1910, Бремен — 12 апреля 1974, Аксштедт, близ Бремена) — немецкий офицер-подводник, капитан 3-го ранга (1 июля 1944 года).

## Биография
1 января 1934 года поступил на флот фенрихом. 1 января 1936 года произведен в лейтенанты. Служил на тральщиках, с июля 1939 года командовал минным тральщиком М-7.

## Вторая мировая война
9 января 1940 года в Гельголанде Тимму удалось потопить британскую подлодку «Старфиш».
Участвовал в операции «Везерюбунг» против Норвегии. В мае 1940 года переведен в подводный флот.
20 сентября 1941 года назначен командиром подлодки U-251 (Тип VII-C), на которой совершил 8 походов (проведя в море в общей сложности 150 суток), в основном в воды Арктики.
3 мая 1942 года Тимм атаковал конвой PQ-15 и потопил судно «Ютландия» (водоизмещением 6135 брт). Принял участие в нападении на конвой PQ-17, записав на свой счет ещё 1 судно. Принимал участие в операции «Вундерланд», обстреляв советскую метеорологическую станцию на о. Уединения.
С 7 октября 1943 года командовал подлодкой U-862.
После тренировочных плаваний на Балтике Тимм переведен в Индийский океан. Совершил на U-862 2 похода (189 суток в море).
25 июля 1944 года потопил судно «Робин Гудфеллоу», а затем ещё 6 судов, в том числе «Роберт Уокер».
17 сентября 1944 года награждён Рыцарским крестом Железного креста.
Всего за время военных действий Тимм потопил 9 судов общим водоизмещением 53 782 брт.
Ему принадлежит рекорд по дальности плавания среди немецких подводников. 
После капитуляции Германии подлодка Тимма была интернирована японскими властями в Сингапуре и переименована в лодку I-502. Экипаж лодки (вместе с Тиммом) был интернирован британскими войсками в Сингапуре 12 сентября 1945 года. Тимм был перевезен в Англию в июле 1946 года и помещен в лагерь для военнопленных. В апреле 1948 года освобожден. Служил в ВМС ФРГ, некоторое время командовал фрегатом «Шарнхорст». В 1966 году вышел в отставку.

## Награды
- Железный крест 2-го класса (10 января 1940)
- Железный крест 1-го класса (16 мая 1940)
- Немецкий крест в золоте (12 февраля 1942)
- Рыцарский крест Железного креста (17 сентября 1944)
- Нагрудный знак подводника-фронтовика (29 сентября 1944)